# Trichopoda gustavoi
Trichopoda gustavoi là một loài ruồi trong họ Tachinidae.